# 3DO Interactive Multiplayer
Pour les articles homonymes, voir 3DO.
 (janvier 2022).
Si vous disposez d'ouvrages ou d'articles de référence ou si vous connaissez des sites web de qualité traitant du thème abordé ici, merci de compléter l'article en donnant les références utiles à sa vérifiabilité et en les liant à la section « Notes et références ».
La 3DO Interactive Multiplayer est initialement le nom porté par la première console de jeux vidéo développée par la société Panasonic et répondant au standard 3DO établi par The 3DO Company. Ce modèle comme les autres qui suivirent sont couramment abrégés par 3DO.

## Historique
En 1993, Trip Hawkins quitte Electronic Arts pour fonder 3DO (Three Dimensional Objects). Son but est de créer la technologie d'une console 32 bits et d'en vendre la licence à divers fabricants, imposant ainsi un standard.
La technologie 3DO est conçue sur le papier par Dave Needle (en) et Robert J. Mical, qui ont fait partie des équipes de développement du Commodore Amiga et de l'Atari Lynx : en raison du nombre important d'anciens ingénieurs de chez Commodore, la compagnie est à ses débuts surnommée L'ex-Commodore Ouest dans le milieu des professionnels de l'informatique.
Les premiers à signer pour la licence sont Matsushita et Goldstar, suivis de Samsung, AT&T et Toshiba. La première 3DO commercialisée est la Panasonic FZ-1, en avril 1993, suivie de la Goldstar GDO puis du modèle Sanyo. Une carte ISA pour PC est réalisée par la société Creative : cette carte nommée 3DO Blaster permet d'utiliser les médias 3DO sur un PC équipé de Windows 3.1. De la 3DO AT&T, seul un prototype est montré au Winter CES, fin 1993.
Du fait de la période vidéoludique, alors que la mode est au « multimédia », sont créés pour cette console des titres nombreux et très variés. On y trouve, outre les jeux, des titres éducatifs, des CD-ROM encyclopédiques, pornographiques, etc.
En 1994, les ventes des divers modèles n'atteignent pas les objectifs et Trip Hawkins vend ses parts de la société à Matsushita. Le système 3DO est abandonné en 1995. Le système 64-bits 3DO M2, plus évolué et censé remplacer le standard 3DO ne sort pas, malgré les attentes. The 3DO Company revend tous les droits concernant le standard M2 à Matsushita qui l'exploite sur des systèmes d'arcade et stands de présentation interactifs.
3DO se recentre alors sur son activité d'éditeur de jeux vidéo. Malgré quelques succès comme Meridian 59 et Army Men, de mauvais choix affectent la production et au cours de l'année 2002, si le chiffre d'affaires de 3DO monte à 53,7 millions de dollars, la société marque 47,3 millions de pertes et dépose le bilan.

## Commercialisation
La 3DO (Panasonic FZ-1) est lancée aux États-Unis le 3 octobre 1993 au prix de 699 $. Le jeu Crash 'n Burn est proposé pour le lancement de la console. Le Japon distribue la console sur son territoire le 20 mars 1994. La société sud-coréenne Goldstar devient partenaire avec 3DO en mars 1994, elle lance son modèle 3DO au Japon en octobre 1994 et aux États-Unis en novembre 1994. Le Japon lance un modèle élaboré par l'entreprise Sanyo, la console sort sous le nom de 3DO Sanyo Try le 1er octobre 1994 au prix de 54 800 ¥. 
En Europe, l'Angleterre est le premier pays à distribuer la 3DO le 4 septembre 1994, via le fabricant Panasonic. Un second modèle produit par Goldstar est distribué en Angleterre en mai 1995 au prix de 400 £. Goldstar s'occupe de distribuer la 3DO dans les autres pays d'Europe. La France lance officiellement la console le 9 juin 1995, et  l'Allemagne durant l'été 1995, la France propose la console au prix de 2 990 FRF. L'Espagne met en vente la 3DO le 25 septembre 1995 au prix de 69 900 ESP, la console est accompagnée du jeu d'EA Sports, FIFA International Soccer,.
| Pays       | Modèle                      | Fabricant | Sortie            |
| ---------- | --------------------------- | --------- | ----------------- |
| États-Unis | Panasonic FZ-1 R·E·A·L 3DO  | Panasonic | 3 octobre 1993    |
| États-Unis | 3DO GDO-101M                | Goldstar  | novembre 1994     |
| Japon      | Panasonic FZ-1 R·E·A·L 3DO  | Panasonic | 20 mars 1994      |
| Japon      | Sanyo IMP-21J TRY 3DO       | Sanyo     | 1er octobre 1994  |
| Japon      | Panasonic FZ-10 R·E·A·L 3DO | Panasonic | 11 novembre 1994  |
| Angleterre | Panasonic FZ-1 R.E.A.L 3DO  | Panasonic | 4 septembre 1994  |
| Angleterre | 3DO GDO 202p                | Goldstar  | mai 1995          |
| France     | 3DO GDO 202p                | Goldstar  | 9 juin 1995       |
| Allemagne  | 3DO GDO 202p                | Goldstar  | Été 1995          |
| Espagne    | 3DO GDO 202p                | Goldstar  | 25 septembre 1995 |

## Capacités
En 3D, la 3DO est d'un niveau légèrement inférieur à celui de la Saturn et de la PS1. Elle est capable de lire des vidéos en plein écran mais pas à 30 images par seconde. David Morse, président de Crystal Dynamics, a déclaré : « ce qui est bien avec ces consoles (3DO, Saturn, PS1), c'est qu'elles ont une puissance tout à fait comparable, ce qui permet de développer les mêmes jeux dessus ».

## Machines compatibles 3DO

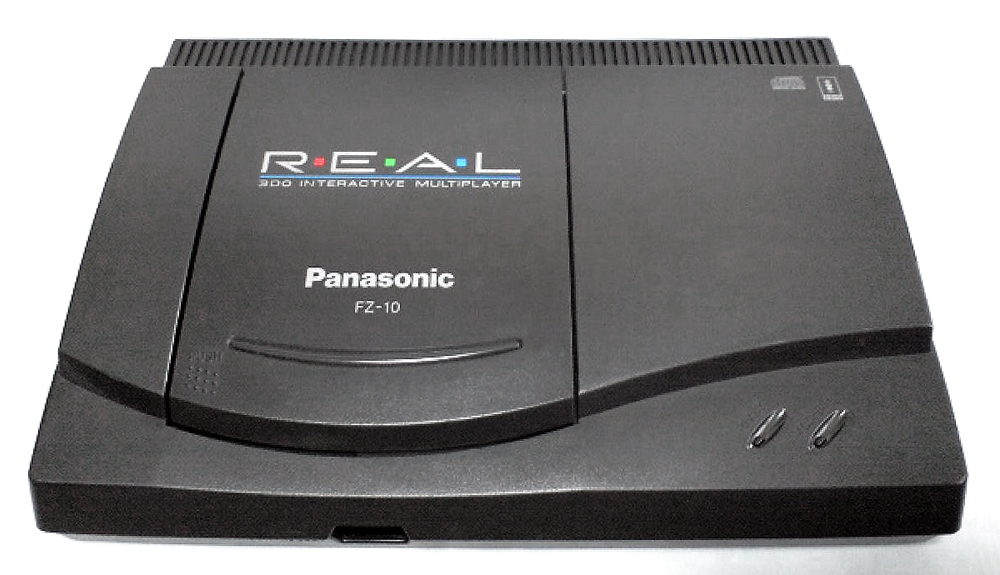
Panasonic FZ-10 R.E.A.L. 3DO Interactive Multiplayer

Les machines compatibles avec la 3DO sont les suivantes : Panasonic FZ-1, Panasonic FZ-10, Goldstar GDO, Sanyo et Creative Labs 3DO Blaster.

## Périphériques
Les périphériques de la 3DO sont les suivantes : Flight Stick analogique de CH Productions, Adaptateur joypad SNES, Gun, Stick Arcade Panasonic, Souris Panasonic, Adaptateur MPEG pour FZ-1 ainsi que pour la FZ-10.

## Spécifications techniques

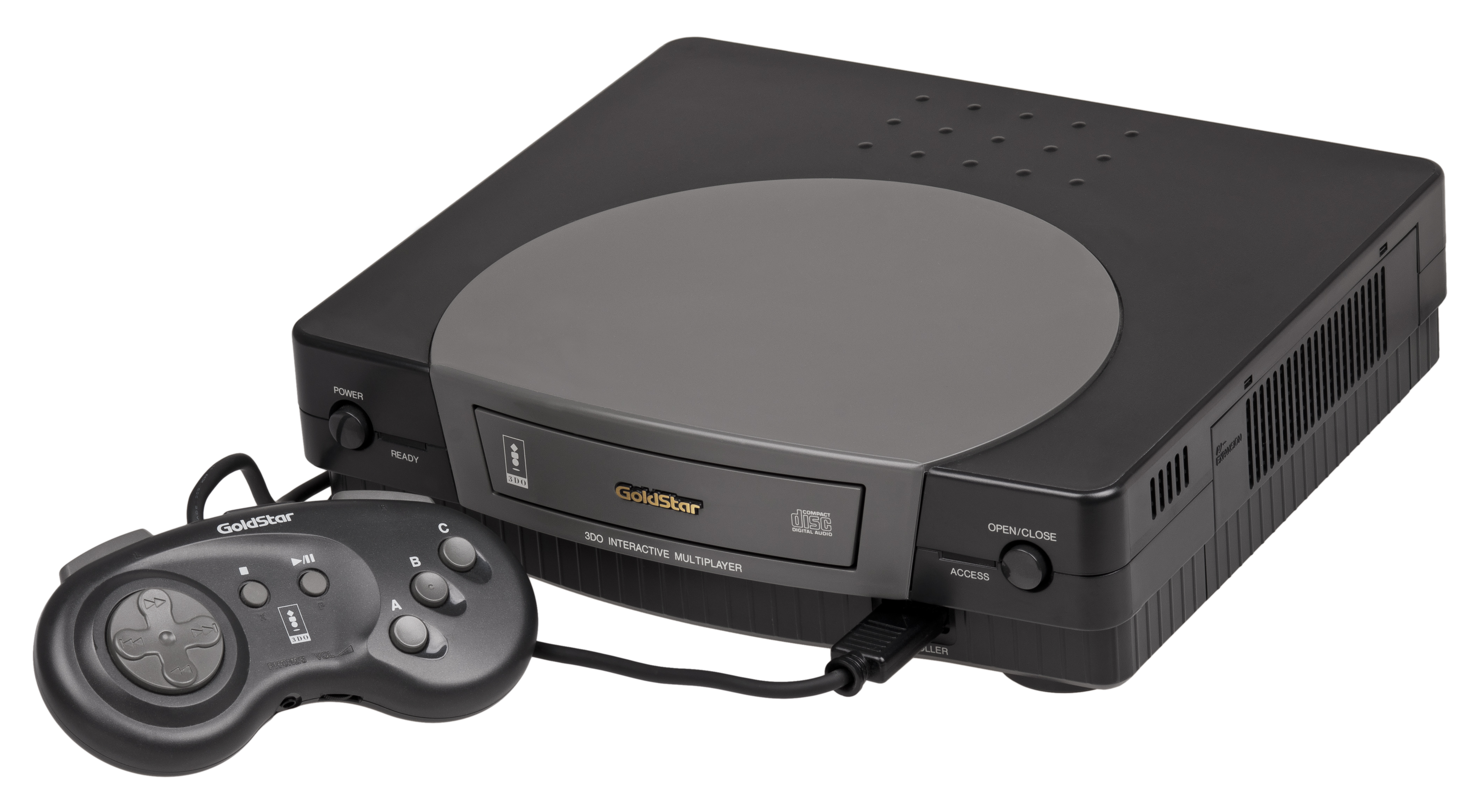
Goldstar 3DO Interactive Multiplayer

- CPU : ARM60 (famille ARM6) 32-bits RISC, cadencé à 12,5 MHz
- Mémoire vive : 2 Mio de RAM, 1 Mio de VRAM
- Mémoire morte : 1 Mio
- GPU : 2 processeurs vidéo cadencés à 25 MHz
  - résolution maximum de 320×240 en 16 millions de couleurs, et gestions de certains effets 3D
  - RAM vidéo : 1 Mio
- son : DSP 16 bits, échantillonnage 44,1 kHz, sortie stéréo, effet Dolby Surround.
- CD-ROM : 2X
- 32 kio de sauvegarde jeux
- un seul port joystick, mais qui permet les branchements en cascade de 8 joysticks.

Prix à l'époque : 700 $
Les caractéristiques peuvent différer selon les modèles et leur lieu de commercialisation.